# Haemagogus celeste
Haemagogus celeste är en tvåvingeart som beskrevs av Dyar och Nunez Tovar 1926. Haemagogus celeste ingår i släktet Haemagogus och familjen stickmyggor. Inga underarter finns listade i Catalogue of Life.